# Julian Lloyd Webber
Julian Lloyd Webber, född 14 april 1951 i London, är en brittisk cellist och kompositör. Han är son till kompositören William Lloyd Webber och yngre bror till musikalkompositören  Andrew Lloyd Webber.

## Inspelningar/CD

### Cello och orkester
- Frank Bridge - Oration (1976)
- Édouard Lalo - Cello Concerto (1982)
- Frederick Delius - Cello Concerto (1982)
- Joaquín Rodrigo - Concierto como un divertimento (1982)
- Joseph Haydn - Cello Concertos Nos. 1 and 2 (1983)
- Edward Elgar - Cello Concerto (1985)
- Victor Herbert - Cello Concerto No. 2 (1986)
- Arthur Sullivan - Cello Concerto (1986)
- Antonín Dvořák - Cello Concerto (1988)
- Arthur Honegger - Cello Concerto (1990)
- Camille Saint-Saëns - Cello Concerto No. 1 (1990)
- Pyotr Ilyich Tchaikovsky - Variations on a Rococo Theme (1991)
- Nikolai Myaskovsky - Cello Concerto (1991)
- Gavin Bryars - Cello Concerto (1994)
- Benjamin Britten - Cello Symphony (1995)
- William Walton - Cello Concerto (1995)
- Michael Nyman - Concerto for Cello, Saxophone and orchestra (1996)
- Max Bruch - Kol Nidrei (1998)
- Granville Bantock - Sapphic Poem (1999)
- Philip Glass - Cello Concerto No. 1 (Glass) (2003)
- Andrew Lloyd Webber - Phantasia for violin, cello and orchestra  (2004)
- Romantic Cello Concertos (2009)
- Eric Whitacre - "The River Cam" (2012)

### Cello och Piano
- Peter Racine Fricker - Cello Sonata (1976)
- John Ireland - Complete Piano Trios (1976)
- Andrew Lloyd Webber - Variations (1977)
- Benjamin Britten - Third Suite for Cello (1979)
- Claude Debussy -  Cello Sonata (1979)
- John Ireland - Cello Sonata (1979)
- Sergei Rachmaninoff - Cello Sonata  (1979)
- Malcolm Arnold - Fantasy for Cello (1986)
- Alan Rawsthorne - Cello Sonata (1986)
- Benjamin Britten - Cello Sonata (1988)
- Sergei Prokofiev - Ballade  (1988)
- Dmitri Shostakovich - Cello Sonata (1988)
- Gabriel Fauré - Elegie  (1990)
- Charles Villiers Stanford - Cello Sonata No. 2 (1991)
- Frederick Delius - Caprice and Elegy (1993)
- Gustav Holst - Invocation (1993)
- Edvard Grieg - Cello Sonata (1995)
- Delius - Cello Sonata (1995)

### Samlingar
- Travels with my Cello (1984)
- Pieces (1985)
- Travels with my Cello Vol.2 (1986)
- Cello Song (1993)
- English Idyll (1994)
- Cradle Song (1995)
- Cello Moods (1998)
- Elegy (1999)
- Lloyd Webber Plays Lloyd Webber (2001)
- Celebration (2001)
- Made in England (2003)
- Unexpected Songs (2006)
- Romantic Cello Concertos (2009)
- Fair Albion - Music by Patrick Hawes (2009)
- The Art of Julian Lloyd Webber (2011)
- Evening Songs (2012)

## Uruppföranden
| kompositör             | musik                                                          | uruppförande                                          |
| ---------------------- | -------------------------------------------------------------- | ----------------------------------------------------- |
| Malcolm Arnold         | Fantasy for Cello                                              | Wigmore Hall, London, December 1987                   |
| Malcolm Arnold         | Cello Concerto                                                 | Royal Festival Hall, London, March 1989               |
| Richard Rodney Bennett | Dream Sequence for Cello and Piano                             | Wigmore Hall, London, December 1994                   |
| Frank Bridge           | Scherzetto for Cello and Piano                                 | Snape Maltings, April 1979                            |
| Frank Bridge           | Oration for Cello and Orchestra (1st public performance)       | Bromsgrove Festival, Worcestershire, April 1979       |
| Gavin Bryars           | Cello Concerto (Farewell to Philosophy)                        | Barbican Centre, London, November 1995                |
| Geoffrey Burgon        | Six Studies for Solo Cello                                     | St. Thomas Cathedral, Portsmouth, June 1980           |
| John Dankworth         | Fair Oak Fusion                                                | Fair Oak, Sussex, July 1979                           |
| Frederick Delius       | Romance for Cello and Piano                                    | Helsinki Festival, Finland, June 1976                 |
| Edward Elgar           | Romance for Cello and Piano                                    | Wigmore Hall, London, April 1985                      |
| Philip Glass           | Cello Concerto                                                 | Beijing Festival, China, September 2001               |
| Vladimir Godar         | Barcarolle for Cello, Strings, Harp and Harpsichord            | Hellenic Centre, London, April 1994                   |
| Howard Goodall         | The Bridge is Love for Cello, Strings and Harp                 | Chipping Campden Festival, May 2008                   |
| Patrick Hawes          | Gloriette for Cello and Piano                                  | Leeds Castle, Kent, August 2008                       |
| Joseph Haydn(attrib.)  | Concerto in D, Hob. VIIb:4                                     | Queen Elizabeth Hall, London, November 1981           |
| Christopher Headington | Serenade for Cello and Strings                                 | Banqueting House, London, January 1995                |
| Karl Jenkins           | Benedictus for Cello, Choir and Orchestra from 'The Armed Man' | Royal Albert Hall, London, April 2000                 |
| Philip Lane            | Soliloquy for Solo Cello                                       | Wangford Festival, Suffolk, July 1972                 |
| Andrew Lloyd Webber    | Variations                                                     | Sydmonton Festival, Newbury, July 1977                |
| Andrew Lloyd Webber    | Phantasia (Concerto for Violin, Cello and Orchestra)           | Izmir Festival, Turkey, July 2008                     |
| William Lloyd Webber   | Nocturne for Cello and Piano                                   | Purcell Room, London, February 1995                   |
| James MacMillan        | Cello Sonata No.2                                              | Queens Hall, Edinburgh, April 2001                    |
| Michael Nyman          | Concerto for Cello and Saxophone                               | Royal Festival Hall, London, March 1997               |
| Joaquín Rodrigo        | Concierto como un divertimento                                 | Royal Festival Hall, London, April 1982               |
| Peter Skellern         | Five Love Songs for Cello, Piano, Vocals and Brass Quintet     | Salisbury International Arts Festival, September 1982 |
| Arthur Sullivan        | Cello Concerto (orchestrated Mackerras)                        | Barbican Centre, London, April 1986                   |
| Vaughan Williams       | Fantasia on Sussex Folk Tunes for Cello and Orchestra          | Three Choirs Festival, Gloucester, August 1983        |
| William Walton         | Theme for a Prince for Solo Cello                              | Adrian Boult Hall, Birmingham, October 1998           |
| Eric Whitacre          | The River Cam for cello and strings                            | Royal Festival Hall, London, April 2011               |
| Douglas Young          | Virages for Solo Cello                                         | Purcell Room, London, September 1974                  |